# 南卫滩
南卫滩位于南海北部东沙群岛東沙島西北部约40海里处，北卫滩以南4公里处，距離東沙島約80公里。为一个淹没在海水下的珊瑚暗滩，屬於沉水暗礁。最浅处水深58米。
南衛攤現由中華民國政府實際控制，行政上劃歸高雄市旗津區中興里管轄。中华人民共和国政府亦声称拥有其主权，并将其划归广东省汕尾市陆丰市碣石镇人民政府管辖。